# Bron, Arvika kommun
Bron är en bebyggelse i Arvika kommun, belägen strax nordost om tätorten Stommen i Gunnarskogs distrikt (Gunnarskogs socken). Orten var klassad som småort från 2005, men avregistrerades som småort 2020. 